# مارک ویلسون (بازیکن فوتبال)
مارک ویلسون (انگلیسی: Marc Wilson؛ زادهٔ ۱۷ اوت ۱۹۸۷) بازیکن فوتبال اهل بریتانیا است.
از باشگاه‌هایی که در آن بازی کرده است می‌توان به باشگاه فوتبال ای‌اف‌سی بورنموث، باشگاه فوتبال استوک سیتی، باشگاه فوتبال پورتسموث، باشگاه فوتبال لوتون تاون، و باشگاه فوتبال یئوویل تاون اشاره کرد.
وی همچنین در تیم‌های ملی فوتبال زیر ۲۱ سال جمهوری ایرلند و جمهوری ایرلند بازی کرده است.